# Martin Aschaneus

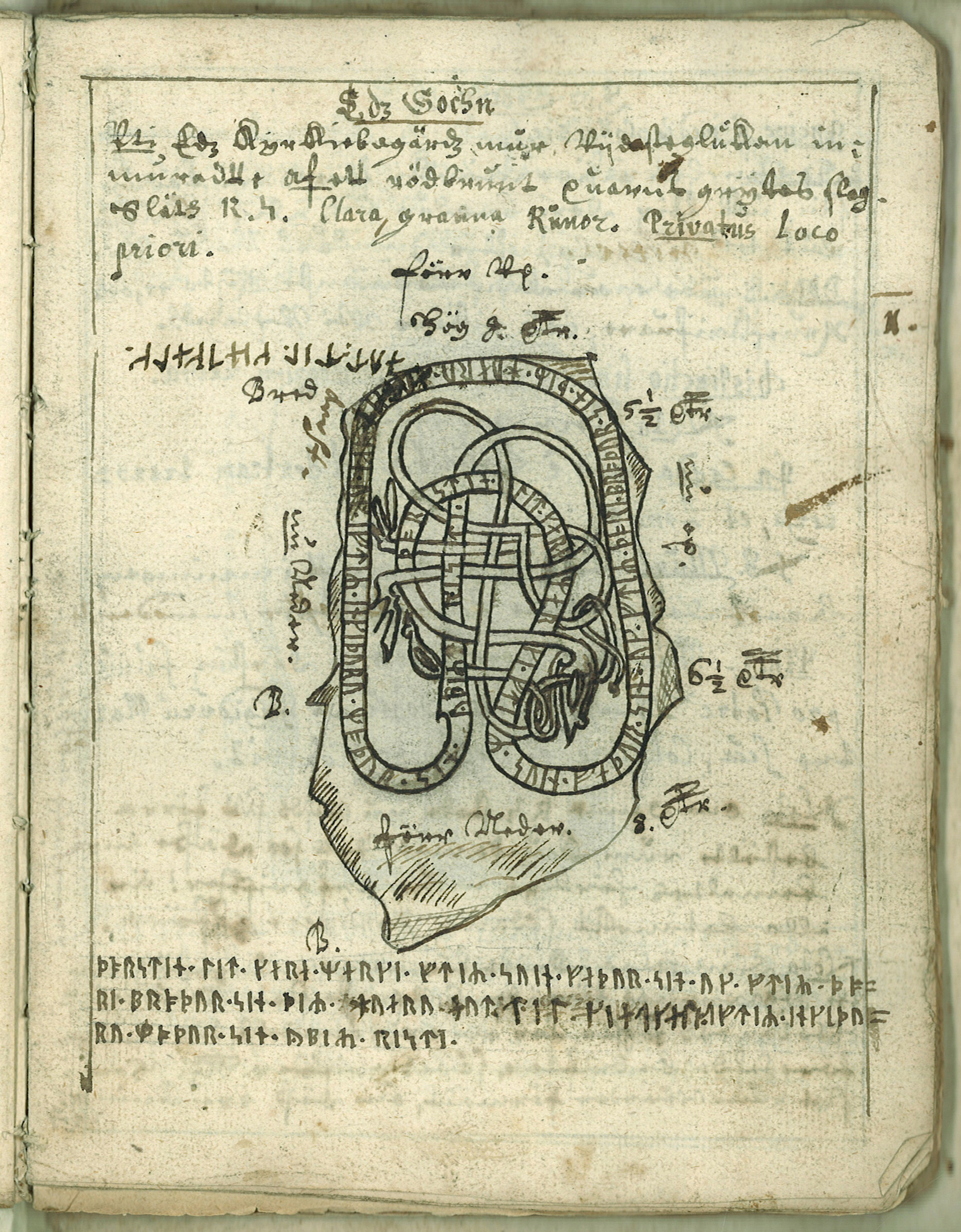
Sida ur Aschaneus handskrift Collectaneum Monumentale Runicum, med en teckning av runstenen U 104.

Martin (Martinus) Laurentii Aschaneus, född omkring 1575 på Aske gård i Håtuna socken i Uppland, död 1641, var en svensk fornforskare.

## Biografi
Aschaneus studerade i Uppsala och Stockholm, och blev därefter musikant vid Johan III:s kapell, senare fältpräst vid livfanan under Gustav II Adolfs livländska fälttåg och 1620 kyrkoherde i Fresta och Hammarby socknar. 1630 utnämndes han och Johan Axehielm till arkivarier jämte Johannes Bureus.  Aschaneus insats som fornforskare ligger främst i att han byggde upp fornsakssamlingarna. Han intresserade sig mycket för äldre handskrifter, runinskrifter, fornlämningar, mynt, sigill med mera. Han efterlämnade rika samlingar av handskrifter om svenska antikviteter och mynt.
Aschaneus författade även Regula pietatis eller en liten hwsregla, och Tabula mensalis eller en borde tafla, uppbyggliga diktsamlingar på knittelvers samt några andra mindre skaldeförsök.